# Life Is Peachy
Life Is Peachy è il secondo album in studio del gruppo musicale statunitense Korn, pubblicato il 15 ottobre 1996 dalla Immortal Records e dalla Epic Records.
Seguendo il successo del debutto, l'album ha esordito al terzo posto della Billboard 200.

## Descrizione
Prodotto da Ross Robinson, l'album si compone di dodici brani e di due reinterpretazioni, ovvero quelle di Wicked di Ice Cube, eseguita in collaborazione con Chino Moreno dei Deftones, e Lowrider dei War, che vede alla voce il chitarrista Brian "Head" Welch.

Nel brano d'apertura Twist il frontman Jonathan Davis fa uso della tecnica dello scatting, cioè per tutta la durata del brano il cantante non fa altro che urlare parole prive di alcun senso, se si esclude la parola Twist, pronunciata durante il ritornello della canzone. Il secondo brano, Chi, è invece un omaggio al bassista dei Deftones Chi Cheng, come spiegato da Davis in un'intervista:

## Tracce
1. Twist – 0:49
2. Chi – 3:54
3. Lost – 2:55
4. Swallow – 3:38
5. Porno Creep – 2:01
6. Good God – 3:20
7. Mr. Rogers – 5:10
8. K@#Ø%! – 3:02
9. No Place to Hide – 3:31
10. Wicked – 4:00 (O'Shea Jackson) – originariamente interpretata da Ice Cube
11. A.D.I.D.A.S. – 2:32
12. Lowrider – 0:58 – originariamente interpretata dai War
13. Ass Itch – 3:39
14. Kill You – 8:41 – contiene la traccia fantasma Twist (A Cappella)

Bonus Track Su Internet
15. Proud - 3:20
16. Sean Olson - 4:50

## Formazione
Gruppo
- Jonathan Davis – voce, cornamusa, chitarra aggiuntiva (tracce 7 e 14), arrangiamento
- Fieldy – basso, arrangiamento
- Munky – chitarra, arrangiamento
- Head – chitarra, voce, arrangiamento
- David – batteria, arrangiamento

Altri musicisti
- Sugar – chitarra aggiuntiva (traccia 4)
- Earl – chitarra aggiuntiva (traccia 4)
- Chino Moreno – voce aggiuntiva (traccia 10)
- Baby Nathan – voce aggiuntiva (traccia 11)
- Chuck Johnson – campanaccio (traccia 12)

Produzione
- Ross Robinson – produzione, registrazione, missaggio
- Chuck Johnson – ingegneria del suono, missaggio
- Richard Kaplan – missaggio
- Eddy Schreyer – mastering

## Classifiche
| Classifica (1996) | Posizione massima |
| ----------------- | ----------------- |
| Australia         | 26                |
| Austria           | 21                |
| Belgio (Fiandre)  | 36                |
| Belgio (Vallonia) | 25                |
| Finlandia         | 24                |
| Germania          | 85                |
| Nuova Zelanda     | 1                 |
| Paesi Bassi       | 87                |
| Regno Unito       | 32                |
| Stati Uniti       | 3                 |
| Svezia            | 43                |